# Ciara Renée
Pour les articles homonymes, voir Renée.
 (octobre 2015).
Si vous disposez d'ouvrages ou d'articles de référence ou si vous connaissez des sites web de qualité traitant du thème abordé ici, merci de compléter l'article en donnant les références utiles à sa vérifiabilité et en les liant à la section « Notes et références ».
Ciara Renée, née le 19 octobre 1990, est une actrice, chanteuse et musicienne américaine.

## Biographie
Ciara Renée est née et a grandi à Harrisburg en Pennsylvanie. Elle a obtenu son diplôme en théâtre musical de l'Université Baldwin Wallace en 2013. Elle débute Broadway dans Big Fish, où elle tient le rôle de la sorcière. Du 15 mars au 5 avril 2015, elle tient le rôle d'Esmeralda dans la comédie musicale The Hunchback of Notre Dame, adaptée du film d'animation Walt Disney, jouée à la Paper Mill Playhouse en association avec La Jolla Playhouse, compagnie de théâtre en Californie aux États-Unis. Elle apparaît dans les séries télévisées inspirées de l'univers DC, en interprétant le rôle de Kendra Saunders dans les séries Arrow et Flash. Elle reprend le personnage dans la série dérivée Legends of Tomorrow, dont elle tient l'un des rôles principaux pendant la première saison, diffusée en 2016.
Il a été annoncé le 15 janvier 2020 que Renee reviendrait à Broadway pour jouer Elsa dans la comédie musicale Frozen à partir du 18 février. Cependant, en raison de la pandémie de Covid-19, tous les théâtres de Broadway ont été fermés en mars 2020. Disney a annoncé plus tard Frozen ne rouvrirait pas après la levée des restrictions.

## Filmographie

### Séries télévisées
- 2015 : The Flash : Kendra Sanders / Hawkgirl / Prêtresse Shay-Ara : 4 épisodes
- 2015 : Arrow : Kendra Sanders / Hawkgirl / Prêtresse Shay-Ara : (saison 4, épisode 8)
- 2016 : Legends of Tomorrow : Kendra Sanders / Hawkgirl / Prêtresse Shay-Ara (principale saison 1)
- 2019 : Big Bang Theory : Présentatrice TV (saison 12)

### Court-métrage
- 2020 : Cooped Up de Taylor Morden : Kendra Sanders / Hawkgirl / Prêtresse Shay-Ara

## Scène
- 2013 : Big Fish : La sorcière
- 2014 : Pippin - Chanteuse principale
- 2014 : The Hunchback of Notre Dame : Esmeralda
- 2016 : Tick, Tick...Boom! : Susan
- 2017 : Jesus Christ Superstar : Marie de Magdala
- 2019 : The Wrong Man : Marianna
- 2020 : Frozen : Elsa